# スリランカ海洋大学
スリランカ海洋大学（スリランカかいようだいがく、シンハラ語: ශ්‍රී ලංකා සාගර විශ්ව විද්‍යාලය, 英語: Ocean University of Sri Lanka）は、2014年に設立されたスリランカの大学。以前は国立漁業・海洋工学大学（National Institute of Fisheries and Nautical Engineering）という名称であった。国内の漁業・海洋工学分野の専門家の養成、職業教育の実施を目的としている。
コロンボに本部を置き、その他国内7箇所（タンガル、カルタラ、ゴール、バッティカロア、トリンコマリー、ニゴンボ、ジャフナ）に地域センターを設置している。

## 学部・学科
スリランカ海洋大学では、2つの学部が設置されている。
- 工学・経営学部[11]（Faculty of Engineering and Management）
  - 海洋工学科（Marine Engineering, ME）
  - 海上交通管理・ロジスティクス学科（Maritime Transportation Management and Logistics, MTML）
  - 沿岸・海洋資源管理学科（Coastal and Marine Resources Management, CRM）
- 漁業・海洋科学部（Faculty of Fisheries and Ocean Science）

## 教育

### 学士コース
スリランカ海洋大学では、6つの学士コースが提供されている。
- 海洋工学（B. Sc. In Marine Engineering）
- 海洋文化・水産技術（B. Tec. in Aquaculture and Seafood Technology）
- 漁業・海洋科学（B.Sc. In Fisheries and Marine Science）
- 海洋学（B.Sc. In Oceanography）
- 海上交通管理・ロジスティクス（B.Sc. In Maritime Transportation Management and Logistics）
- 沿岸・海洋資源管理（B. Sc. In Coastal and Marine Resources Management）

### ディプロマ・コース
スリランカ海洋大学では複数のディプロマ・コースが提供されており、卒業するとNVQを取得することができる。
- ウォータースポーツ学（Recreational Water Sports Science, NVQ5/6）
- 水産技術（Seafood Technology, NVQ5/6）
- 海事・ロジスティクス管理（Maritime and Logistics Management, NVQ5/6）
- 海洋機械技術（Marine Engine and Machinery Technology, NVQ5）
- 漁業技術（Fishing Technology, NVQ5）
- 海洋文化・海洋資源管理（Aquaculture and Aquatic Resources Management, NVQ5/6）